# Partikelzähler
Partikelzähler sind Geräte zur Detektion der Größe und Anzahl von Partikeln in Flüssigkeiten oder Gasen. Man unterscheidet Einzelpartikelzähler und Partikelzähler, die Messungen am Kollektiv vornehmen.
Die folgende Liste liefert eine Übersicht über einige gängige Verfahren zur Partikeldetektion:
- Extinktionsmessung (Lichtabschattung)
- Streulichtmethode
- Laserbeugung
- mikroskopische Zählverfahren
- Feldstörungsverfahren

und andere.

## Extinktionsmessung
Hierbei handelt es sich um eine Methode der Einzelpartikelmessung. Der prinzipielle Aufbau eines Extinktions-Partikelzählers besteht aus einer Lichtquelle, einer Messzelle, durch die sich die zu messenden Partikel hindurch bewegen und einer Detektionseinheit. Befindet sich kein Partikel in der Messzelle, so ist dieser Messwert die Referenz. Befindet sich nun ein Partikel in der Messzelle, so wird dadurch ein Teil des von der Lichtquelle kommenden Lichts abgeschattet. Der Detektor misst also einen anderen Wert als ohne Partikel. Je nach Größe der Partikel wird ein unterschiedlich starkes Signal gemessen.

## Streulichtmethode
Bei dieser Methode wird das Streulicht einzelner Partikel detektiert. Der prinzipielle Aufbau eines Streulicht-Partikelzählers ähnelt dem des Extinktions-Partikelzählers und besteht somit aus einer Lichtquelle, einer Messzelle und einem Detektor. Da der Detektor bei der Streulichtmethode unter Umständen kleinste Signale erkennen muss, kann hier z. B. ein Photomultiplier eingesetzt werden. Meist wird ein Streulicht-Sensor so aufgebaut, dass gerade kein Licht den Detektor erreicht, wenn sich kein Partikel in der Messzelle befindet. Dies wird z. B. durch eine Lichtfalle oder durch die Platzierung des Detektors im 90°-Winkel zur Beleuchtungsrichtung erreicht. Befindet sich ein Partikel in der Messzelle, so wird das einfallende Licht an diesem gestreut. Die zu Grunde liegenden physikalischen Effekte dieser Richtungsänderung des Lichts sind Beugung, Brechung und Reflexion. In Abhängigkeit von der Größe der Partikel ändert sich das Signal am Detektor.
Prinzipiell werden verschiedene Streubereiche unterschieden:
- Rayleigh-Streuung: α<<1
- Mie-Streuung: 0,1≤α≤10

wobei α=π·d/λ mit Partikeldurchmesser d und Wellenlänge λ.

## Laserbeugung
Die Methode der statischen Laserbeugungsanalyse zur Messung von Partikelgrößenverteilungen ist keine Methode, bei der einzelne Partikel gezählt werden. Die Ausgabe der Partikelgrößenverteilungen erfolgt standardmäßig als volumenbasierte Verteilung und nicht wie bei der Partikelzählung als anzahlbasierte Verteilung.
Bei der statischen Laserbeugungsanalyse wird das Beugungsmuster eines Partikelkollektivs messtechnisch erfasst. Durch die Anwendung mathematischer Verfahren lässt sich die Partikelgrößenverteilung aus dem detektierten Beugungsmuster berechnen.
Partikelgrößenverteilungsmessung mit dem Verfahren der statischen Laserbeugung ist eine optische Methode, bei der das vom Partikelkollektiv ausgehende in einem bestimmten Raumwinkel erfasste Streulicht detektiert wird. Die Auswertetheorie baut auf kugelförmigen Partikeln auf. Das an den Partikeln gestreute Laserlicht wird unter verschiedenen Winkeln detektiert. Große Partikel beugen das Laserlicht mit hoher Intensität und kleine Partikel liefern Streubeiträge mit geringerer Intensität.
Die aufgenommenen Beugungs- und Streulichtmuster werden über mathematische Algorithmen in volumenbasierte Partikelgrößenverteilungen umgerechnet.
Für Pulverproben mit größeren Partikeln kann die Auswertung nach Fraunhofertheorie erfolgen. Eingabe oder Vorlage der optischen Parameter des zu messenden Materials sind nicht erforderlich. Deswegen wird die Fraunhofertheorie auch für Pulvermischungen eingesetzt, von denen die optischen Eigenschaften Brechungsindex und Absorption bei der zu verwendeten Laserlichtwellenlänge nicht bekannt sind.
Für feinere Partikel kann mit einem Spezialfall von Fraunhofer gerechnet werden, der sogenannten Mie-Theorie. Hierfür ist die Eingabe des Brechungsindex und der Absorption des Materials erforderlich bei der bestrahlten Wellenlänge erforderlich.
Die Analysen werden in der Regel nach- oder in Anlehnung an ISO 13320 durchgeführt.
Die optische Messtechnik der unterschiedlichen Hersteller von Laserbeugerinstrumenten unterscheidet sich bezüglich Lichtquellen, Strahlführung, optischer Bank und Detektion.
In der Praxis liegt der Messbereich im Submikron- und Mikronbereich, d.H je nach Gerätehersteller zwischen 40 nm und 2000 µm.
Die Probenvorbereitung als Trockenmessung des Pulvers oder Nassmessung, d. h. Partikelgrößenverteilungsmessung in einer Nassdispergiereinheit. Die Partikel sind in diesem Fall in einer geeigneten Flüssigkeit dispergiert.
Ein optimaler Einsatzbereich für Pulver liegt zwischen einer Partikelgröße von 100 nm bis 100 µm.
Die Laserbeugungsanalyse ist eine universell einsetzbare Pulveranalyse-Methode für Pulvermischungen und Reinsubstanzen.
Ausgabe sind volumenverteilte Partikelgrößenverteilungen.

## Kalibrierung
Die Kalibrierung dient der eindeutigen Zuordnung eines Messsignals zu einer bestimmten Partikelgröße. Falls erforderlich können auch weitere Parameter wie z. B. der Koinzidenzfehler des Sensors bei der Kalibrierung bestimmt werden.

### Partikel in Flüssigkeiten
Bei der Kalibrierung von Partikelzählern für die Analyse der Größe und Anzahl von Partikeln in Flüssigkeiten kommen in Abhängigkeit von der Anwendung verschiedene Normen zur Anwendung. So können Partikelzähler z. B. für Wasseranwendungen in Übereinstimmung mit der Norm ISO 21501 mit monodispersen Latex-Partikeln bekannter Größe kalibriert werden.
Für Messungen an flüssigenKohlenwasserstoffen, wie z. B. Hydraulikflüssigkeiten, Schmierölen oder Treibstoffen wird der Partikelzähler gemäß der Norm ISO 11171:2016(E) kalibriert. Die hierbei verwendeten Kalibrierpartikel sind nicht notwendigerweise sphärisch, sondern weisen eine eher unregelmäßige Form auf. So wird z. B. beim Extinktionspartikelzähler das Signal eines Partikels dem Partikeldurchmesser zugeordnet, der dem projektionsflächengleichen Kreis entspricht.

### Partikel in Luft
Hierbei kommt vor allem die Norm ISO 21501-4:2018 zum Einsatz. Es werden monodisperse Latex-Partikel in Luft verwendet.

## Probennahme
Bei der Partikelzählung spielt die Probennahme eine entscheidende Rolle. Der Partikelzähler kann sich direkt im Produktstrom befinden, er kann in einem Bypass installiert sein (online-Messung) oder es wird eine Einzelprobe gezogen, die dann vom Partikelzähler analysiert wird (offline-Messung). Wird also eine Probenteilung z. B. durch das Ziehen einer Einzelprobe vorgenommen, muss darauf geachtet werden, dass diese repräsentativ ist. Dafür muss bekannt sein, ob zeitliche oder räumliche Schwankungen in der Ausgangsflüssigkeit auftreten. Gegebenenfalls muss eine homogene Verteilung durch eine entsprechende Aufbereitung sichergestellt werden. Weiter muss die Einzelprobe groß genug gewählt werden, um ein repräsentatives Ergebnis zu erhalten. Auch der Behälter, der Transport, die Lagerung und Aufbereitung der Einzelprobe muss so sein, dass z. B. kein Partikeleintrag von außen stattfinden kann.

## Anwendungsbereiche
Um allen Anwendungsbereichen gerecht zu werden, gibt es Partikelzähler als Laborgeräte, fest installiert für online-Messungen oder als tragbare Geräte.

### Partikelzähler für Flüssigkeiten
Typische Anwendungsbereiche für Partikelzähler für Flüssigkeiten finden sich in der Filter- und Ölbranche: Um die Leistung eines Filters zu definieren, werden zwei Partikelzähler eingesetzt; einer analysiert die Flüssigkeit vor und einer die nach dem Filter. Um Ausfälle, die durch die Verunreinigung der Betriebsflüssigkeit entstehen, zu vermeiden, werden Partikelzähler bei Öl- und Hydraulikanwendungen eingesetzt. Auch in der Automobilbranche werden Partikelzähler gemäß der Norm VDA19 zur Prüfung der technischen Sauberkeit eingesetzt. Weiter finden Partikelzähler auch Anwendung in der Wasserwirtschaft und gemäß der Norm USP <788> in der pharmazeutischen Industrie zur Bestimmung der Reinheit von Injektionslösungen.

### Partikelzähler für Gase
Eine häufige Anwendung besteht in der Messung der Partikelanzahl und Partikelgröße in Reinräumen. Auch im Bereich Umweltschutz und Luftverschmutzung oder im pharmazeutischen Umfeld werden Luft-Partikelzähler eingesetzt.